# 朱元成
朱元成（1926年—2022年9月9日），山西寿阳人，中华人民共和国政治人物。

## 生平
1940年，在齐齐哈尔市公和厚百货商店当店员，1946年，任齐齐哈尔市第六区店员工会主任，1948年，起任齐齐哈尔龙华棉织厂经理、齐齐哈尔棉织厂厂长、黑龙江省青年联合会副主席，1952年，任齐齐哈尔市工商联主委，1953年任黑龙江省工商联副主委。1955年，任齐齐哈尔市政协副主席。1956年加入中国民主建国会。1959年任齐齐哈尔市服务局副局长；局长。1978年任齐齐哈尔市政协副主席，民建黑龙江省委副主委。1990年7月任民建黑龙江省主委。1992年12月，任民建第六届中央副主席兼秘书长，后任民建第七届中央委员会副主席。2002年12月，中国民主建国会第八次全国代表大会在北京召开，他出任名誉副主席。